# 8448 Белякіна
8448 Белякіна (8448 Belyakina) — астероїд головного поясу, відкритий 26 жовтня 1976 року.
Тіссеранів параметр щодо Юпітера — 3,610.